# Iranophilie
 (janvier 2020).
- Si vous ne connaissez pas le sujet, laissez ce bandeau (vous pouvez alors contacter les auteurs).
- Si vous supprimez le contenu mis en cause (vous pouvez préalablement contacter les auteurs),

argumentez précisément cette suppression dans la page de discussion
(un manque de référence n'est pas un argument ; une recherche réelle de référence doit avoir été effectuée, être formellement documentée).

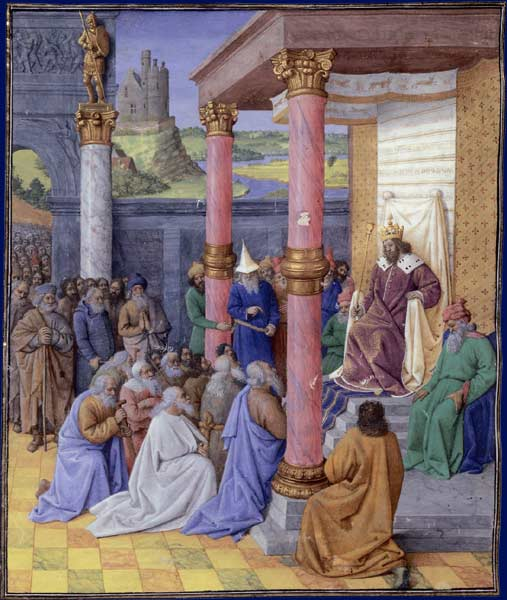
Cyrus II le Grand et les Hébreux.

L'iranophilie ou persophilie fait référence à l'appréciation et à l'amour de la culture, des personnes ou de l'histoire de l'Iran (Perse). Son contraire est l'iranophobie.

## Origine
L'admiration des Persans était particulièrement élevée pendant la dynastie des Achéménides. Son fondateur, Cyrus le Grand, était le seul païen à être considéré comme un messie dans la Bible. Alexandre le Grand, qui conquit entièrement l'empire, fut lui-même un fervent admirateur de Cyrus le Grand et adopta les coutumes persanes. Le satrape macédonien Peucestas a obtenu le soutien de ses sujets dans Persis grâce à sa persophilie. Les anciens dirigeants grecs de la période achéménide qui se donnaient des titres ou des noms persans étaient considérés comme des persophiles. Les rois de Sidonian dont la politique gouvernementale confère des droits spéciaux aux Persans peuvent également être qualifiés de persophiles.